# Hellbastard
Hellbastard — английская краст-панк/трэш-метал-группа появившаяся в 1985 году в Ньюкасле.

## Ранние годы
Hellbastard — сформировались в конце 1985 года в составе вокалиста и гитариста Малькольма «Скраффа» Льюти, басиста Яна «Скотти» Скотта и барабанщика Фила Лейдлоу. Создавая группу, Малькольм хотел соединить политичность Crass и музыку Slayer. В таком составе группа записала своё первое демо «Ripper Crust», исполненное в стиле трэш-метал и хардкор-панк. Считается, что именно благодаря этому альбому жанр краст-панк получил своё название, но группа также была частью кроссовер-трэш сцены. Позже, в 1999 и 2003 годах лейблы Grind/Crust Records и Agipunk, соответственно, переиздали это демо.
В 1987 году Hellbastard записали свое второе демо под названием «Hate Militia». В этом же году песня «Civilised?» была включена в сборник «A Vile Peace» лейба Peaceville Records.
В 1988 году на лейбле Meantime Records состоялся релиз дебютного альбома группы, «Heading For Internal Darkness». На альбоме можно услышать женский вокал, который принадлежит Венди В. Джилл. Альбом получил много положительных отзывов в прессе, а также от рядовых слушателей.
После выхода альбома состав группы претерпел изменения — за ударные сел Брайан Ньютон. В таком составе музыканты записывают EP «They Brought Death», в который вошло три композиции, записанные в Лионе в 1988 году. После выхода EP, в группу пришли два новых участника: гитарист Али Ли и басист Дрю Райт.
В 1990 году выходит второй альбом группы — «Natural Order» на лейбле Earache Records. В 1991 году в компиляцию под названием «Grind Crusher: The Ultimate Earache» была включена песня «Justly Executed».
В 1991 году Hellbastard объявили о том, что группа прекратила своё существование.
В 1998 английский лейбл Bomb Factory Records выпустил компиляцию «Нeading For More Darkness», содержащую старый материал и несколько live-версий песен Hellbastard. В этом же году Acid Stings выпускает ещё один сборник, «In Grind We Crust», на котором представили демозаписи группы в период с 1986 по 1991 годы. В 1999 ирландский лейбл Control Records выпустил уже третью по счету компиляция группы Hellbastard.

## Воссоединение
В 2008 году основатель группы Малькольм «Скрафф» Льюти объявил о возрождении Hellbastard на своём сайте. На том же сайте было объявлено о новых участниках группы: ударнике Кристьяне Б. Хайдарссоне, гитаристе Дэнни «Уикед» Гае и басисте Джанлуке. Группа начала активно репетировать и записывать новый материал.
В октябре 2009 выходит два новых релиза англичан — EP «Eco-War» и альбом «The Need To Kill» на лейбле Selfmadegod Records. Вскоре последовал тур по Европе и США. В этом же году Shaman Records выпускает компиляцию «Discography 1986—1987 — 1988».
15 ноября 2012 года группа выпустила EP «Sons of Bitches».
В 2015 году группа выпускает свой последний на данный момент альбом «Feral».

## Дискография

### Альбомы
- Heading For Internal Darkness (1988, Meantime Records)
- Natural Order (1990, Earache)
- The Need To Kill… Rage, Murder, Revenge & Retaliations… The Rise Of The Working Classes (2009, Civilisations Records)
- Hellbastard/Dresden split (2012, Unleash Hell Records)
- Feral (2015, PATAC Records)
- Herida Profunda/Hellbastard split (2015, Phobia Records, Wooaaargh, Here And Now!, Vleesklak Records, Mundo En Kaos Records, Pandora Records (5), Incredible Noise Records, Grind Your Mind Records, N.I.C., 783 Landsberg Hardcore Crew, Svoboda Records, Civilisation Records, DIY Koło, Ediciones Tercer Mundo)

### Синглы/EP/Демо-записи
- Ripper Crust (1986)
- Hate Militia (1987)
- They Brought Death (1988, Temple Of Love Records)
- Eco War (2009, Selfmadegod Records)
- Sons Of Bitches (2012, PATAC Records)
- Hellbastard / Perpetratör split (2014, Helldprod, Chaosphere Recordings, Ragingplanet)
- They Brought Death (2020, Chaos Records)

### Сборники
- In Grind We Crust (1998, Acid Stings)
- Blood, Fire And Hate — Part One (1999, Control Records)
- Demonstration Hell (2000, BBP Records)
- Discography 1986—1987 — 1988 (2009, Shaman Records)

### Участие в сборниках
- Heroin!! «I Can Handle It» (1986, Deformed Tapes)
- A Vile Peace (1987, Peaceville)
- Metal Massacre (1988, Destroy Tapes)
- Grind Crusher (1990, Combar, Earache)
- Whispers! (1994, Skuld Realeases, Profane Existence)
- Metal (A Headbanger’s Companion) (2007, Earache)
- WorldWide Metal (2008, Earache)
- Trapped In A Scene UK Hardcore 1985—1989 (2009, Cherry Red)
- Fear Candy 121 (2013, Terrorizer)
- The World Is Yours (2014)
- Dirty Weekend 2015 Compilation (2015, Pumpkin Records)
- Contract In Blood: A History Of UK Thrash Metal (2018, Cherry Red)
- Obscene Extreme 2022 (2022, Obscene Productions)

## Участники

### Текущий состав
- Малькольм «Скрафф» Льюти — вокал (1985—наши дни), гитара (1985—1988)
- Кристьян Б. Хайдарссон — ударные (2008—наши дни)
- Дэнни «Уикед» Гай — гитара (2008—наши дни)
- Джанлука — бас-гитара (2008—наши дни)

### Бывшие участники
- Ян «Скотти» Скотт — бас-гитара (1985—1988)
- Фил «Фил» Лейдлоу — ударные (1985—1988)
- Венди В. Джилл — бэк-вокал на альбоме Heading For Internal Darkness (1988)
- Брайан Ньютон — ударные (1988—1991)
- Али Ли — гитара (1988—1991)
- Дрю Райт — бас-гитара (1988—1991)